# Elías Alberto Porras
Elías Alberto Porras, genannt Pirincho, († vor 15. Juni 2005) war ein uruguayischer Politiker.
Porras gehörte der Partido Nacional an. In den 1980er Jahren Führer des Movimiento por la Patria in Colonia, trat er 1984 in der Lista 19 erfolgreich zur Wahl an und saß in der 42. Legislaturperiode vom 15. Februar 1985 bis zum 14. Februar 1990 als Abgeordneter für das Departamento Colonia in der Cámara de Representantes. Dort wirkte er unter anderem an der Ausarbeitung des Gesetzes über die Freihandelszonen und der Modifizierung des Mietrechts mit. Ferner setzte er sich als Befürworter für das Ley de Caducidad ein. Anlässlich seines Todes wurde ihm in der Sitzung des uruguayischen Senats vom 15. Juni 2005 in einer Ansprache seitens des Senators Carlos Moreira gedacht.